# Luojiaping (sockenhuvudort i Kina, Hunan Sheng, lat 29,76, long 110,70)
Luojiaping (kinesiska: 罗家坪, 罗坪, 罗坪乡) är en sockenhuvudort i Kina. Den ligger i provinsen Hunan, i den södra delen av landet, omkring 280 kilometer nordväst om provinshuvudstaden Changsha. Antalet invånare är 13 806. Befolkningen består av 6 475 kvinnor och 7 331 män. Barn under 15 år utgör 13,0 %, vuxna 15-64 år 73 %, och äldre över 65 år 13,0 %.
Runt Luojiaping är det ganska tätbefolkat, med 166 invånare per kvadratkilometer. Luojiaping är det största samhället i trakten. I omgivningarna runt Luojiaping växer i huvudsak blandskog.
Genomsnittlig årsnederbörd är 1 698 millimeter. Den regnigaste månaden är september, med i genomsnitt 277 mm nederbörd, och den torraste är december, med 17 mm nederbörd.